# Bisdom Daet
Het bisdom Daet (Latijn: Dioecesis Daetiensis) is een rooms-katholiek bisdom met als zetel Daet, op de Filipijnen. Het bisdom is suffragaan aan het aartsbisdom Caceres. 

## Geschiedenis
Het bisdom werd opgericht op 27 mei 1974, uit delen van het aartsbisdom Caceres.  

## Parochies
Het bisdom had in 2021 een oppervlakte van 2.200 km2 en telde 628.600 inwoners waarvan 90,8% rooms-katholiek was.

## Bisschoppen
- Celestino Rojo Enverga (27 mei 1974 - 16 oktober 1990)
- Benjamin de Jesus Almoneda (7 juni 1991 - 4 april 2007; hulpbisschop sinds 19 december 1989)
  - Nestor Celestial Cariño (hulpbisschop: 11 juni 2003 - 1 april 2005)
- Gilbert Armea Garcera (4 april 2007 - 2 februari 2017)
- Rex Andrew Clement Alarcon (2 januari 2019 - 22 februari 2024)
- sedisvacatie
  - Ronald Anthony P. Timoner (administrator: april 2017 - 20 maart 2019, 22 februari 2024 - heden)

## Galerij van afbeeldingen

Wapen van het bisdom
Bisschop Rex Andrew Clement Alarcon (2019-2024)
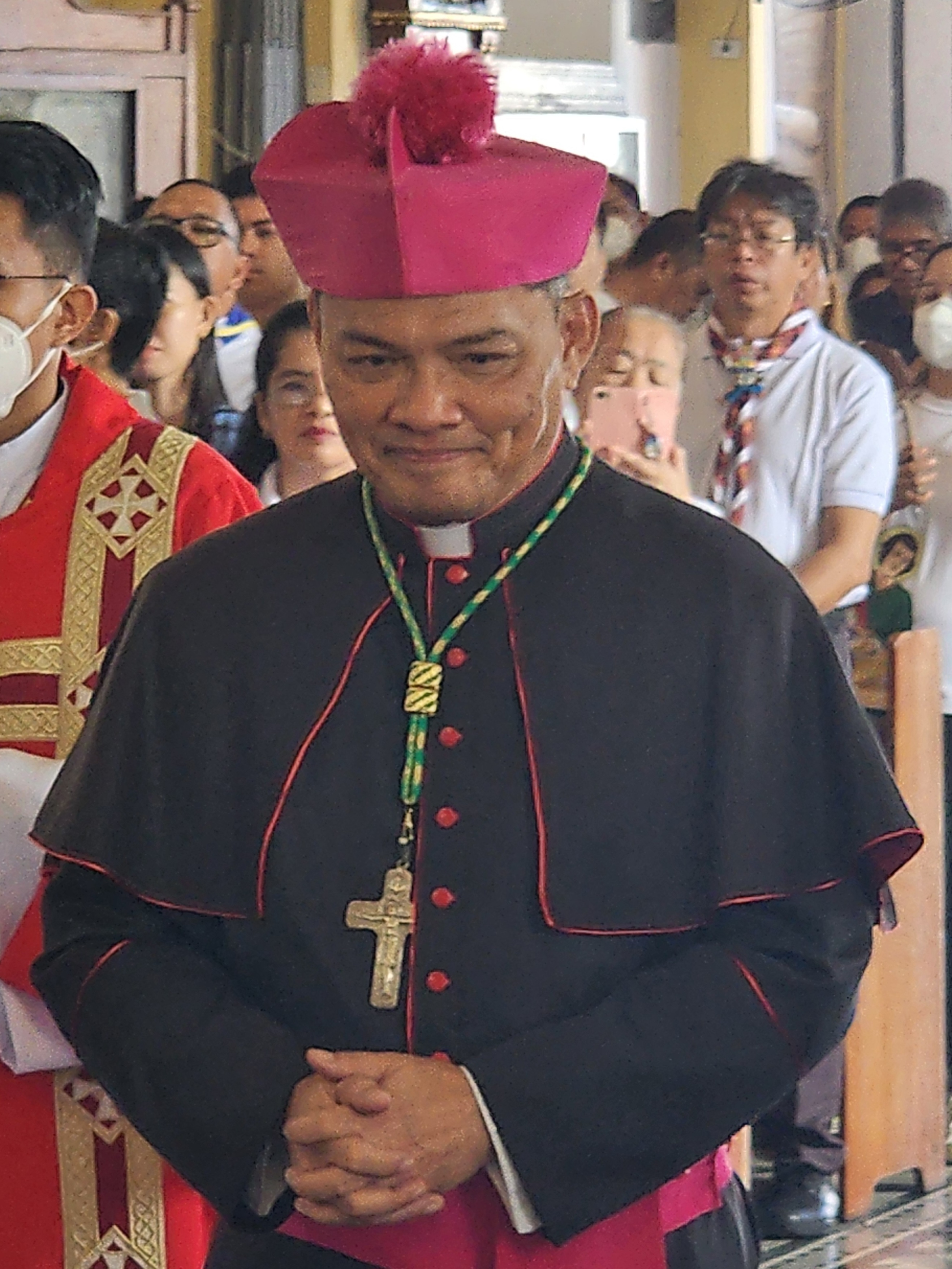
Bisschop Gilbert Armea Garcera (2007-2017)

Caceres (aartsbisdom) · Daet · Legazpi · Libmanan · Masbate · Sorsogon · Virac